# Premios Meridiana
Los Premios Meridiana son otorgados desde 1998 por el Instituto Andaluz de la Mujer para el reconocimiento público a la labor desarrollada por personas, colectivos, entidades o instituciones que hayan contribuido y destacado en la defensa de la igualdad de derechos y oportunidades entre mujeres y hombres. Los premios se entregan el mes de marzo coincidiendo con la celebración del Día Internacional de las Mujeres.
El jurado está presidido por la Directora del IAM y como mínimo por cuatro personas expertas en igualdad designadas por la agencia. Su composición se publica en el Boletín Oficial de la Junta de Andalucía (BOJA).

## Modalidades
- Iniciativas en los medios de comunicación o publicitarios.
- Iniciativas contra la exclusión social o de cooperación al desarrollo.
- Iniciativas empresariales o tecnológicas.
- Iniciativas de producción artística, cultural o deportiva.
- Iniciativas contra la violencia de género.
- Iniciativas que promuevan el desarrollo de valores para la igualdad entre las personas o empresas jóvenes.

## Historia
De 1998 hasta 2006 los premios se otorgaban por cada provincia de Andalucía. A partir de 2007 los galardones se conceden de forma unificada para todo el territorio andaluz, reforzando su prestigio y reconocimiento social.    
En 2016 el premio de honor se denominó por primera vez "Carmen Olmedo" como homenaje a la primera directora del IAM.

## Premios
2016
Se otorgaron once galardones distribuidos entre las seis modalidades de premio habituales. 
- El premio de honor que por primera vez se denominó 'Carmen Olmedo' se otorgó a Pilar Aranda Ramírez, por ser la primera rectora de la Universidad de Granada tras 500 años de historia de esta institución aportación profesional en el ámbito científico y universitario, especialmente en la investigación sobre nutricionismo, donde ha sabido poner el enfoque de género.
- El premio Iniciativas en los medios de comunicación o publicitarios, se concedió a Mariló Rico Sánchez, periodista de Canal Sur Radio, destacando entre otras cosas el tratamiento con perspectiva de género en todos sus reportajes y entrevistas, así como por su implicación para hacer del medio de comunicación un instrumento de influencia en la transmisión de valores igualitarios y no discriminatorios.
- En Iniciativas contra la exclusión social o de cooperación al desarrollo se concedieron dos galardones: a Casilda Velasco Juez, matrona granadina y experta en salud sexual y reproductiva, por su compromiso personal por mejorar la calidad de vida y la salud de las mujeres, tanto en Andalucía como en países en vías de desarrollo. Precursora en la creación de la Asociación Andaluza de Matronas, ha sido jefa de matronas en el Hospital Virgen de las Nives, codirectora del curso de Experto en Salud Sexual y Reproductiva y colaboradora en iniciativas para prevenir la mutilación genital femenina  y a la Comunidad Terapéutica de Mujeres 'La Muela', de la Fundación Emet Arcoiris (Córdoba), por su pionero trabajo con la población drogodependiente en Andalucía, al introducir la perspectiva de género en sus tratamientos y trabajar en la recuperación de las mujeres que cuentan con la doble vulnerabilidad de ser víctimas de violencia de género.
- En Iniciativas empresariales o tecnológicas se premió a María Paula Martínez Rodríguez, científica del Centro Nacional de Investigaciones Oncológicas (CNIO) que ha conseguido bloquear la parte de las células que reproduce sin control los tumores.
- En Iniciativas de producción artística, cultural o deportiva se premió a Amparanoia con Amparo Sánchez, una de las pioneras de la música de fusión en España contando en su repertorio con temas feministas que reivindican el papel de la mujer en el mundo.
- En Iniciativas contra la violencia de género, se premió a la Confederación Andaluza de Asociaciones de Madres y Padres del Alumnado por la Educación Pública (CODAPA) y al Certamen de cortos contra la Violencia de Género para Centros de Educación Secundaria en el Municipio de Baena (Córdoba),
- En Iniciativas que promueven el desarrollo de valores para la igualdad entre las personas o empresas jóvenes se premió a la filóloga de la Universidad de Sevilla Mercedes Arriaga Flórez, por su defensa activa como docente e investigadora del feminismo, de las mujeres y de los estudios de género, recuperando las voces de mujeres en la historia, especialmente en la literatura. y para la almeriense Ana María Callejón Callejón, profesora de educación pública, por su compromiso en la educación no sexista.[5]